# Countryside (Illinois)
Countryside város az USA Illinois államában, Cook megyében. Lakosainak száma 6420 fő (2020. április 1.).

## Népesség
A település népességének változása:

| 2010 | 5 895 |
| 2020 | 6 420 |